# Stadtpfarrer
Der Begriff Stadtpfarrer ist ein ehemaliger Titel, bzw. eine Anrede für einen Pfarrer einer Pfarrei innerhalb einer Stadt in Abgrenzung zu Pfarrern, die auf dem Land wirkten. Während Pfarrer auf dem Land nebenberuflich häufig auch als Landwirte tätig waren, übte ein Stadtpfarrer sein Amt normalerweise als Vollzeitberuf aus.